# Shūto Kojima
Shūto Kojima (小島 秀仁 Kojima Shūto?, nacido el 30 de julio de 1992 en Tochigi) es un futbolista japonés que se desempeña como centrocampista.

## Trayectoria

### Clubes
| Club             | País  | Año         |
| ---------------- | ----- | ----------- |
| Urawa Reds       | Japón | 2011 - 2015 |
| Tokushima Vortis | Japón | 2014        |
| Ehime FC         | Japón | 2015 - 2017 |
| JEF United Chiba | Japón | 2018 -      |

## Estadística de carrera

### J. League
| Club             | Año   | J. League | J. League | Copa J. League | Copa J. League | Total | Total |
| Club             | Año   | Part.     | Goles     | Part.          | Goles          | Part. | Goles |
| ---------------- | ----- | --------- | --------- | -------------- | -------------- | ----- | ----- |
| Urawa Reds       | 2011  | 6         | 0         | 5              | 0              | 11    | 0     |
| Urawa Reds       | 2012  | 12        | 0         | 6              | 1              | 18    | 1     |
| Urawa Reds       | 2013  | 1         | 0         | 0              | 0              | 1     | 0     |
| Tokushima Vortis | 2014  | 11        | 0         | 3              | 0              | 14    | 0     |
| Urawa Reds       | 2015  | 0         | 0         | 0              | 0              | 0     | 0     |
| Ehime FC         | 2015  | 17        | 0         | -              | -              | 17    | 0     |
| Ehime FC         | 2016  | 39        | 2         | -              | -              | 39    | 2     |
| Ehime FC         | 2017  | 38        | 6         | -              | -              | 38    | 6     |
| Total            | Total | 124       | 8         | 14             | 1              | 138   | 9     |